# 하이퍼링크

마우스 포인터로 하이퍼링크를 가리키고 있는 모습.

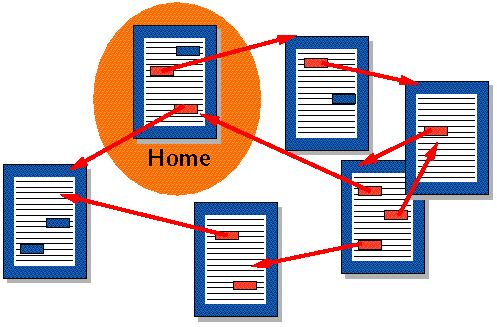
여러 문서가 하이퍼링크를 통해 연결되고 있는 모습.

하이퍼링크(영어: hyperlink 또는 link, 문화어: 초연결, 하이퍼연결)는 하이퍼텍스트 문서 안에서 직접 모든 형식의 자료를 연결하고 가리킬 수 있는 참조 고리이다. 이를테면 동영상, 음악, 사진, 프로그램, 파일, 글 등의 특정 위치를 지정할 수 있다. 이는 하이퍼텍스트의 핵심 개념이며, HTML을 비롯한 마크업 언어에서 구현하고 있다. 이 용어는 단순히 링크(link, 고리)라고 줄여 말하기도 한다. 한마디로 누르면 웹 사이트나 프로그램 등으로 이동하는 것이다.

## 역사
"하이퍼링크"(hyperlink)라는 용어는 1965년 즈음에 테드 넬슨이 제너두 프로젝트(Project Xanadu)를 시작하면서 고안하였다. 넬슨은 배니버 부시의 유명한 논문인 우리가 생각하는 대로(As We May Think)에서 감명을 받았다. 이 논문에서 부시는 마이크로필름 기반의 머신 메멕스를 통해 사람은 어떠한 두 페이지의 정보를 관련 정보의 "꼬리"(trail)에 연결시켜 이 꼬리 속에 페이지 사이를 오고가며 마치 하나의 마이크로필름 두루마리에 있는 것처럼 할 수 있었다고 서술하였다. 우리에게 이와 가장 비슷한 것을 찾아본다면 한 토픽에 관련된 웹 페이지들의 즐겨찾기 목록을 만드는 작업을 예로 들 수 있다.

## 여러 기술 속의 하이퍼링크

### HTML 안의 하이퍼링크
```
<
a
 
href
=
"http://www.w3.org"
>
W3C organization website
</
a
>

```

## 법적 문제
미국의 Universal City Studios, Inc. v. Reimerdes 사건에서 하이퍼링크를 연방수정헌법 제1조의 표현의 자유 측면에서 검토하였는데 수정헌법 제1조에 반하지 않는다고 판결하였고 한국의 경우 헌법적 차원에서 하이퍼링크를 검토하고 있는 판례는 아직 없으나, 최근 대법원은 타인의 음란 사이트에 자신의 웹 페이지를 링크한 경우의 형사책임에 관하여 판단을 내리면서“형식적으로 보면, 인터넷상의 링크는 링크된 웹사이트나 파일의 인터넷 주소 또는 경로를 나타내는 것에 불과하여 그 링크에 의하여 연결된 웹사이트나 파일의 음란한 부호 등을 전시하는 행위 자체에 해당하지 않는다고 볼 여지가 없지 아니하다”는 것은 스스로 인정하고 있으면서도, “피고인의 행위가 전체로 보아 음란한 부호 등을 공연히 전시한다는 구성요건을 충족한다고 보아야 한다” 고 판시하였다.

## 같이 보기
- 객체 하이퍼링크
- HTML 요소
- 백링크
- 포인터 (프로그래밍)
- 내부 링크
- 링크 빌딩
- 깨진 링크
- 페이지랭크
- Nofollow